# Laëtitia Romeiro Dias
 (juin 2017).
Si vous disposez d'ouvrages ou d'articles de référence ou si vous connaissez des sites web de qualité traitant du thème abordé ici, merci de compléter l'article en donnant les références utiles à sa vérifiabilité et en les liant à la section « Notes et références ».
Laëtitia Romeiro Dias, née le 15 janvier 1981 dans le 13e arrondissement de Paris est une femme politique française. Elle est députée LREM de la troisième circonscription de l'Essonne de 2017 à 2022.

## Biographie
Après une carrière débutée dans le logement social et le secteur public, Laëtitia Romeiro Dias travaille ensuite au sein d’une organisation professionnelle tournée vers les métiers de l’ingénierie, du conseil et du numérique. Elle accompagne le développement des TPE/PME du secteur, en leur apportant des conseils sur leurs problématiques économiques et juridiques.

### Politique
Engagée auprès d’Emmanuel Macron, elle a participé à sa campagne présidentielle en tant que référente du mouvement En marche ! dans le département de l’Essonne.
Elle est élue députée lors des élections législatives de 2017. Elle est l'une des rapporteurs du projet de loi relatif à la bioéthique, discuté en septembre 2019 à l'Assemblée.
Investie sur le sujet du droit des animaux, elle est à l'origine de la proposition de loi relative à la lutte contre la maltraitance animale, adoptée en 2021.
Elle n'est pas réinvestie par la majorité présidentielle pour les élections législatives de 2022. À la suite de la fin de son mandat de députée, elle devient la collaboratrice parlementaire de son successeur Alexis Izard.